# Andrew Marton
Andrew Marton (nacido como Endre Marton; Budapest, 26 de enero de 1904-Santa Mónica, 7 de enero de 1992) fue un director de cine húngaro-estadounidense. En su carrera, dirigió 39 películas y programas de televisión, y trabajó en 16 como director de segunda unidad, incluida la carrera de carros en Ben Hur (1959).

## Vida y carrera
Marton nació en Budapest, Hungría. Después de graduarse de la escuela secundaria en 1922, Alfréd Deésy lo llevó a Viena para trabajar en Sascha-Film, principalmente como asistente de edición. Después de unos meses, llamó la atención del director Ernst Lubitsch, quien lo convenció de probar Hollywood. Marton regresó a Europa en 1927 y trabajó como editor principal de la compañía Tobis en Berlín y luego como asistente de dirección en Viena. Dirigió su primer largometraje, Two O'Clock in the Morning, en 1929 en Gran Bretaña. Se unió a una expedición alemana al Tíbet en 1934, donde filmó Demon of the Himalayas. Marton citó que era judío como una razón por la que la película no podía estrenarse con su nombre como director, citando una conversación que había tenido con el ministro de propaganda nazi Joseph Goebbels.
Después de regresar a Hungría, dirigió su única película húngara en 1935 en Budapest. Entre 1936 y 1939 trabajó con Alexander Korda en Londres. Después del estallido de la Segunda Guerra Mundial, se mudó a los Estados Unidos. Durante las décadas de 1940 y 1950, trabajó principalmente para Metro-Goldwyn-Mayer. En 1954, fundó su propia productora con Ivan Tors, Louis Meyer y László Benedek. Ray trabajó como director de largometrajes y como director de segunda unidad en muchas películas épicas de gran presupuesto. En 55 días en Pekín, Marton pasó de la dirección de la segunda unidad a actuar como uno de los directores adicionales no acreditados de la película, ideando la secuencia de apertura de la película.
Marton estuvo activo hasta mediados de la década de 1970. El 7 de enero de 1992 murió de neumonía en Santa Mónica, California.

## Legado
Las obras de Andrew Marton se centran en el exotismo, la naturaleza y el espectáculo. Además de los largometrajes, también se destacó en la televisión, creando varias películas sobre la naturaleza y supervisando episodios de series como Flipper y Daktari. Recordado por momentos cinematográficos como la carrera de carros de Ben Hur o las escenas de batalla de Adiós a las armas, trabajó como director de segunda unidad para directores de Hollywood, incluidos William Wyler, Fred Zinnemann, Joseph L. Mankiewicz y Mike Nichols. El director John Landis se refirió a Marton como su mentor.

## Filmografía seleccionada

### Director
- Two O'Clock in the Morning (1929)
- The Night Without Pause (1931)
- North Pole, Ahoy (1934)
- Demon of the Himalayas (1935),
- Miss President (1935)
- Wolf's Clothing (1936)
- Secret of Stamboul (1936)
- School for Husbands (1937)
- A Little Bit of Heaven (1940)
- Gentle Annie (1944)
- Gallant Bess (1946)
- Las minas del rey Salomón (1950), EE. UU.
- Storm over Tibet (1951), USA
- The Wild North (1952), USA
- The Devil Makes Three (1952)
- Men of the Fighting Lady (1954)
- Gypsy Colt (1954)
- Prisoner of War (1954)
- Fuego verde (1954), EE. UU.
- Seven Wonders of the World (1956), USA
- Underwater Warrior (1958)
- Oh Islam (1961), Egypt
- It Happened in Athens (1962)
- El día más largo (1962), EE. UU.
- The Thin Red Line (1964), EE. UU.
- Crack in the World (1965), EE. UU.
- Clarence, the Cross-Eyed Lion (1965)
- Birds Do It (1966)
- Africa Texas Style (1967)

### Director de segunda unidad
- The Seventh Cross (1944), EE. UU.
- Ben Hur (1959), EE. UU.
- Cleopatra (1963), EE. UU.
- Kampf um Rom (1968-1969), Alemania
- Catch-22 (1970), EE. UU.
- Kelly's Heroes (1970), EE. UU.
- The Day of the Jackal (1973), EE. UU.
- El mensaje (1976), también conocido como Mahoma, Mensajero de Dios

### Editor
- Amor eterno (1929), EE. UU.
- The Song Is Ended (1930)
- Him or Me (1930)
- Shadows of the Underworld (1931)
- I Go Out and You Stay Here (1931)
- A Tremendously Rich Man (1932)
- The Rebel (1932)
- Five from the Jazz Band (1932)
- The Prodigal Son (1934)